# Dominic’s Abbey Cashel

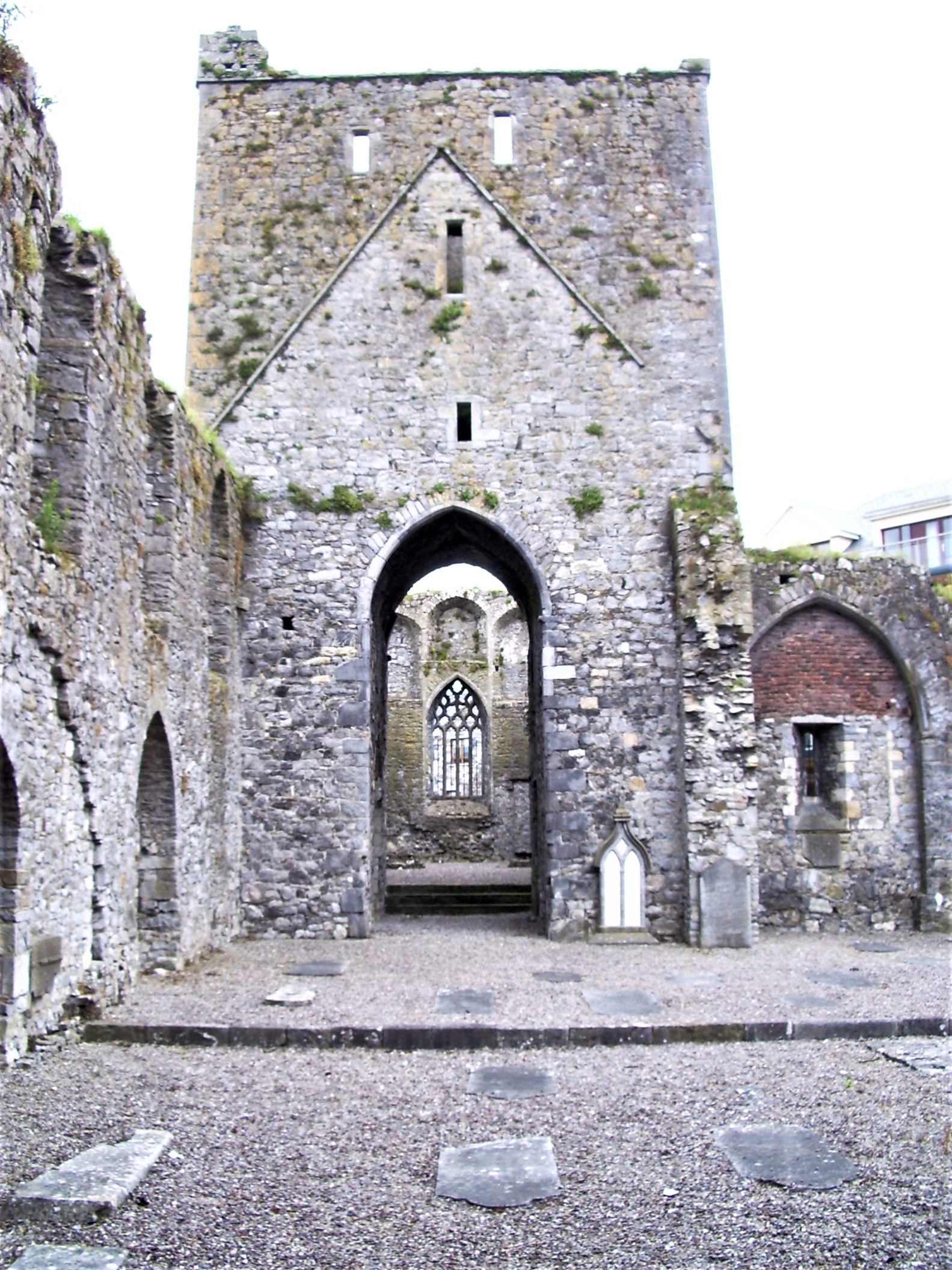
Ruine der Abteikirche

Die Dominic’s Abbey (auch: Dominican Friary, irisch Mainistir Dhoiminiceach Chaisil) ist ein ehemaliges Kloster in Irland.

## Geschichte
Das Klostergelände von Dominic’s Abbey liegt südwestlich des berühmten Rock of Cashel, des irischen kirchlichen Zentrums im Hochmittelalter, inmitten der Stadt Cashel (heute County Tipperary). Das Kloster wurde 1243 von Erzbischof David McKelly gegründet und die Klosterkirche nach deren Fertigstellung dem hl. Dominik geweiht.
In seine neue Gründung holte Erzbischof McKelly Dominikanerbrüder aus deren Friary in Cork. In den Jahren 1289 and 1307 hielt der irische Dominikanerorden hier seine Generalversammlungen ab.
Die Klosterkirche wurde um 1270 um ein südliches Seitenschiff erweitert. 1480 erfolgte eine grundlegende Renovierung nach einem verheerenden Brand durch Erzbischof John Cantwell. Vermutlich wurde zu dieser Zeit der Vierungsturm hinzugefügt.
Die Klosterruine ist heute ständig verschlossen, die Besichtigung ist jedoch möglich. Die Schlüssel zur Pforte sind in einem Nachbarhaus leihweise erhältlich.